# Woman (Cat Power)
Woman è un singolo della cantautrice statunitense Cat Power, in collaborazione con Lana Del Rey, il secondo estratto dal decimo album in studio Wanderer e pubblicato il 15 agosto 2018.